# أوريستيس جونيور ألفيس
أوريستيس جونيور ألفيس (بالبرتغالية: Orestes Júnior Alves‏) المعروف باسم أوريستيس (ولد في 24 مارس 1981 في لفراس) لاعب كرة قدم برازيلي يلعب في مركز قلب الدفاع.